# Diplazium dietrichianum
Diplazium dietrichianum är en majbräkenväxtart som först beskrevs av Christian Luerssen och som fick sitt nu gällande namn av Carl Frederik Albert Christensen.
Diplazium dietrichianum ingår i släktet Diplazium och familjen Athyriaceae. Inga underarter finns listade i Catalogue of Life.

## Bildgalleri

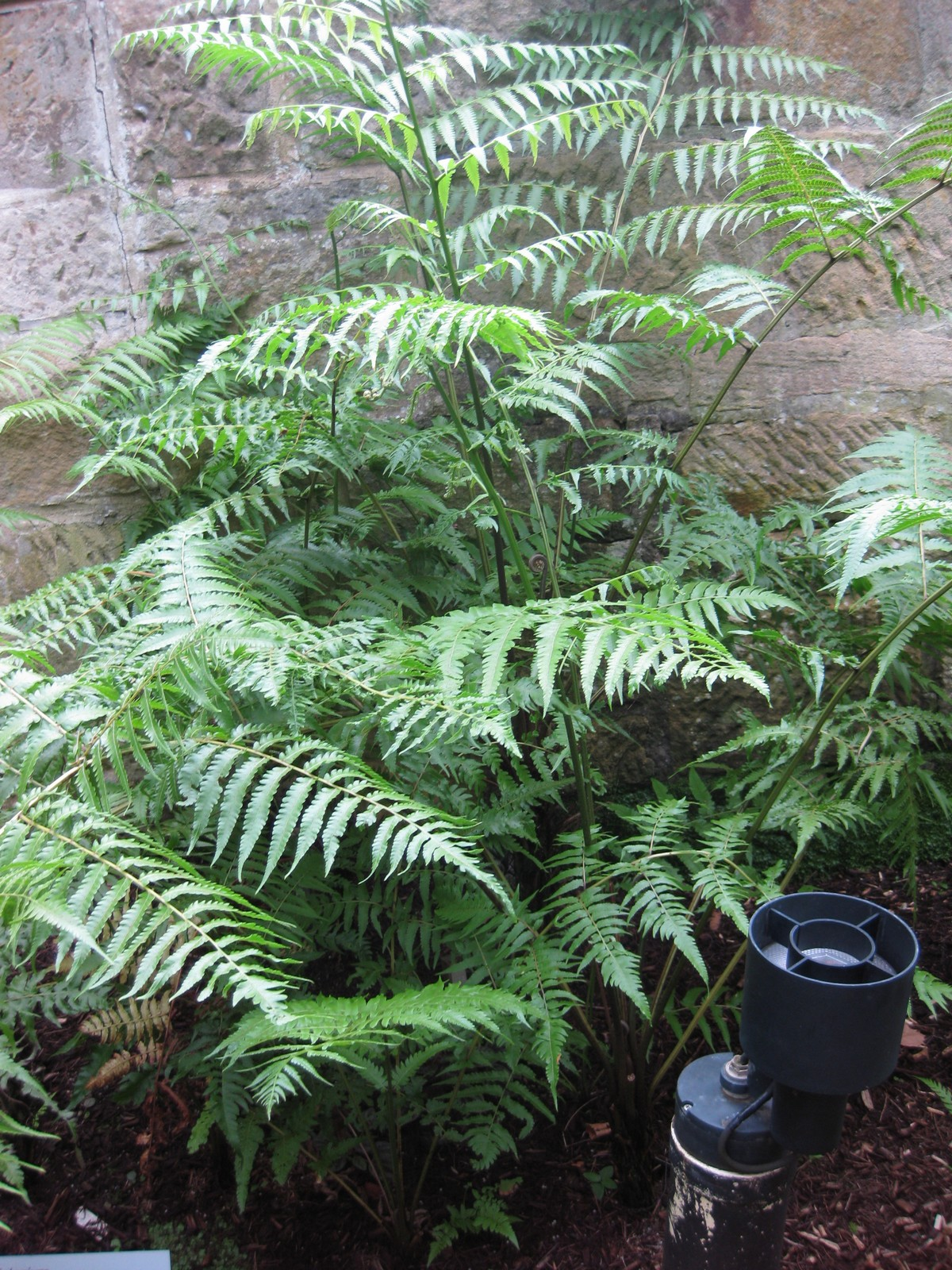
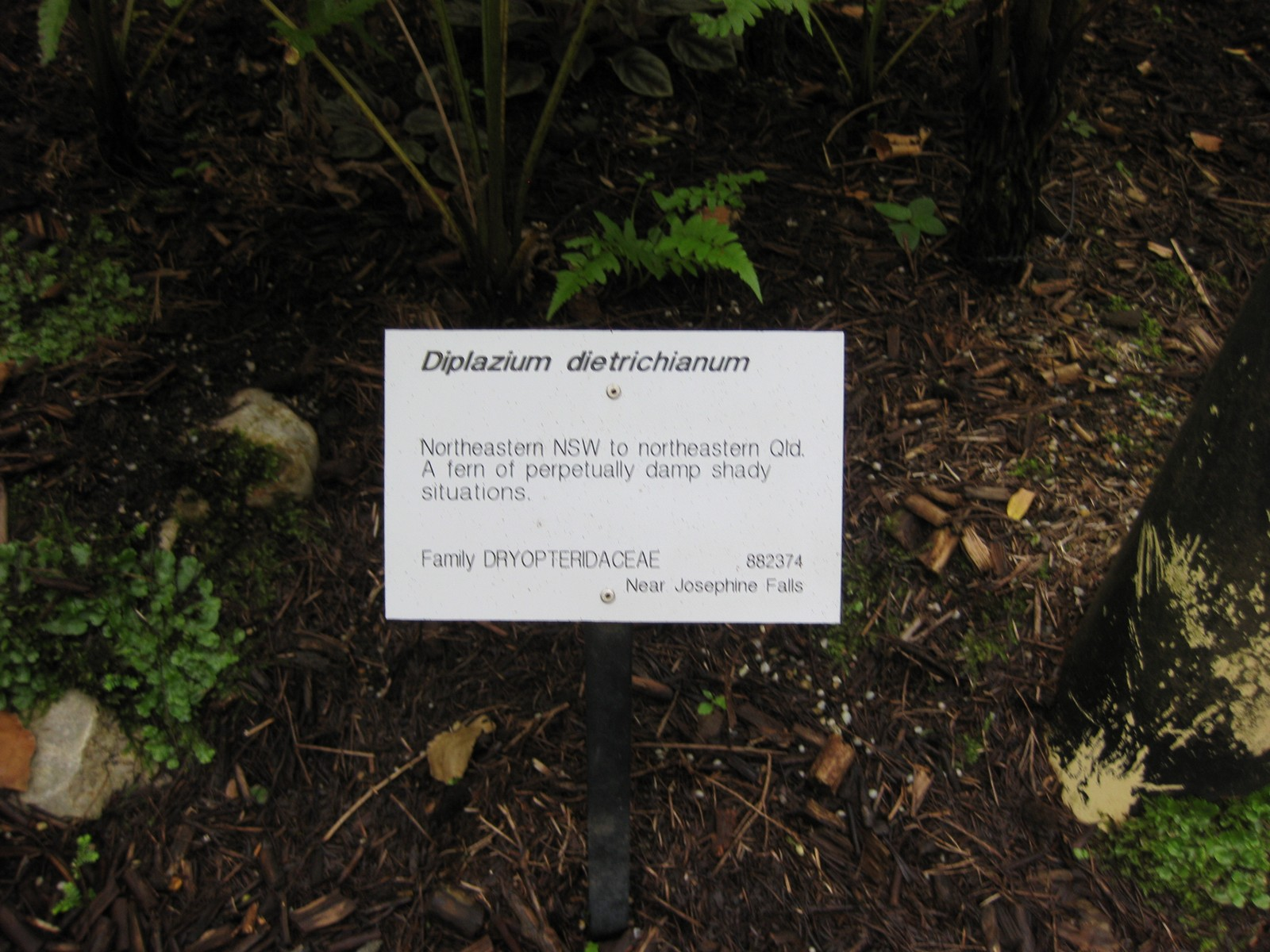